# Ernest Just

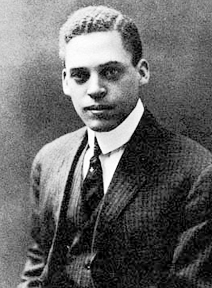
Ernest Just.

Ernest Everett Just (* 14. August 1883 in Charleston, South Carolina; † 27. Oktober 1941) war ein US-amerikanischer Biologe afroamerikanischer Abstammung. Just sprach sich dafür aus, Zellen unter normalen Bedingungen statt im Labor zu studieren. Seine bedeutendsten Arbeiten beschäftigten sich mit der Oberfläche der Eizelle.

## Leben und Wirken

### Kindheit und Jugend
Just wurde 1883 in Charleston, South Carolina, als Sohn von Charles Frazier Just Jr. und Mary Matthews Just geboren. Sein Vater und sein Großvater waren Dockarbeiter. Als er vier war, starben beide innerhalb eines Jahres. Danach musste die Mutter Just und seine beiden Geschwister allein durchbringen.
Mit 13 fasste Just den Entschluss, Lehrer zu werden. Seine Mutter schickte ihn auf ein Internat in Orangeburg, South Carolina. Weil die Schulen für Schwarze im Süden nicht gut waren, ging er mit 16 in den Norden. Dort besuchte er die aufs College vorbereitende Schule Kimball Union Academy. Er absolvierte das eigentlich vier Jahre dauernde Programm in nur drei Jahren und schloss die Schule als bester seines Jahrganges ab.
Danach ging er zum Dartmouth College in Hanover, New Hampshire. 1907 schloss er sein Studium mit „magna cum laude“ ab.

### Karriere
Nach seinem Studienabschluss nahm er eine Lehrtätigkeit an der Howard University in Washington, D.C. auf. 1912 wurde er Vorsitzender der Abteilung für Zoologie. Dies blieb er bis zu seinem Tode. Er lernte Frank Rattray Lillie kennen, der ihn in das Marine Biology Lab in Woods Hole, Massachusetts, einlud. Von diesem Zeitpunkt an verbrachte Just jeden Sommer dort einige Zeit. 1915 erhielt er die Spingarn Medal der National Association for the Advancement of Colored People (NAACP). 1916 erwarb Just seinen Doktor-Grad mit seinen Arbeiten über die Befruchtung.
In den folgenden Jahren erwarb Just internationale Anerkennung mit seinen Arbeiten über die Befruchtung. Sein Buch Basic Methods for Experiments on Eggs of Marine Mammals erfuhr große Anerkennung in der wissenschaftlichen Gemeinschaft. Weil Just in Amerika unter rassistischen Vorurteilen litt, wanderte er 1929 nach Europa aus. Ende Januar 1929 traf er, begleitet von seiner 15-jährigen Tochter, bei der Zoologischen Forschungsstation Neapel ein, wo er als Gastprofessor tätig war. Dort lernte er Margret Boveri kennen, die hier als Sekretärin beschäftigt war. Zwischen den beiden entwickelte sich ein Verhältnis, das auch noch nach Justs Zeit in Neapel anhielt, als er nach seiner vorübergehenden Rückkehr in die USA am 11. Januar 1930 an das Kaiser-Wilhelm-Institut für Biologie in Berlin-Dahlem wechselte. Die Beziehung endete erst, als Just im Sommer 1931 seine spätere Frau Hedwig Schnetzler kennenlernte.
Nach der Machtergreifung der Nazis floh die Familie nach Frankreich. Nach der deutschen Invasion war er kurz in einem Gefangenenlager. Seine Familie wurde jedoch von den Amerikanern freigekauft. Am 27. Oktober 1941 starb er an Krebs.

### Privates
1911 gründete er zusammen mit seinen Freunden Edgar Amos Love, Oscar James Cooper und Frank Coleman die Studentenverbindung Omega Psi Phi.